# Badis dibruensis
Badis dibruensis är en fiskart som beskrevs av Geetakumari och Vishwanath 2010. Badis dibruensis ingår i släktet Badis och familjen Badidae. IUCN kategoriserar arten globalt som otillräckligt studerad. Inga underarter finns listade.